# Giordano Bortolani
Giordano Bortolani (Sant'Agata di Militello, Sicilia, 2 de diciembre de 2000) es un baloncestista italiano que pertenece a la plantilla del Olimpia Milano de la Lega Basket Serie A. Con 1,93 metros de estatura, juega en la posición de escolta.

## Trayectoria deportiva
Es un jugador formado en el Olimpia Milano. En la temporada 2017-18, sería cedido al Pallacanestro Bernareggio de la Serie B y además, debutaría con el primer equipo del Olimpia Milano en 2018, disputando 4 partidos en la Lega Basket Serie A.
En julio de 2018, volvió a ser cedido, esta vez a las filas del Legnano Basket de la Serie A2, con el que anota 12 puntos de media.
En la temporada 2019-20, firma por el Pallacanestro Biella de la Lega Basket Serie A, donde promedia 15 puntos por partido en los 25 partidos disputados con el club piamontés.
El 20 de junio de 2020, renovó por cinco años con el Olimpia Milano y el 1 de julio siguiente, firmó en calidad de cedido por el Basket Brescia Leonessa de la Lega Basket Serie A.
En la temporada 2021-2022, llega en calidad de cedido al Universo Treviso Basket de la Lega Basket Serie A, con el que promedia 12,7 puntos y un 44% en triples en 23,2 minutos.
El 19 de julio de 2022, firma con el Bàsquet Manresa de la Liga Endesa durante una temporada, cedido por el Olimpia Milano.
El 24 de noviembre de 2022, regresa a Italia y firma en calidad de cedido por el Scaligera Verona de la Lega Basket Serie A.
En julio de 2023 regresa al Olimpia Milano de la Serie A.

## Selección nacional
En verano de 2018 participa con la selección italiana sub-18 en el Campeonato de Europa Sub-18 en disputado en Ventspils.
El 20 de febrero de 2020, debutó en la selección de baloncesto de Italia en el partido válido por las eliminatorias del Campeonato de Europa de baloncesto masculino de 2021 contra Rusia, anotando 3 puntos.